# Yacolla pikelinae
Yacolla pikelinae är en spindelart som beskrevs av Pekka T. Lehtinen 1967. Yacolla pikelinae ingår i släktet Yacolla och familjen mörkerspindlar. Inga underarter finns listade i Catalogue of Life.